# Przekaźnik bistabilny
Uzasadnienie:  Zbyt mało treści jak na samodzielny artykuł
Przekaźnik bistabilny – przekaźnik, który po zmianie stanu pod wpływem działania wielkości wejściowej pozostaje w zmienionym stanie po ustaniu tego działania.